# شوگنهایم
شوگنهایم (به آلمانی: Schwegenheim) یک شهر در آلمان است که در گرمرسهایم واقع شده‌است. شوگنهایم ۲٬۹۱۱ نفر جمعیت دارد.